# Bão Walaka (2018)
Bão Walaka (/ wɑːlɑːkɑː / ua-la-ka; Hawaiian: ʻwalaka có nghĩa là "người cai trị quân đội") là một trong những cơn bão mạnh nhất ở Thái Bình Dương. Với áp lực tối thiểu, Walaka là cơn bão nhiệt đới mạnh thứ hai ở miền trung Thái Bình Dương, cùng với cơn bão Gilma vào năm 1994, và chỉ bị bão Ioke vượt qua vào năm 2006. Cơn bão thứ mười chín, cơn bão thứ mười hai, bão lớn thứ tám và cơn bão thứ 5 Thái Bình Dương mùa 2018 cơn bão, Walaka có nguồn gốc từ một khu vực áp suất thấp được hình thành hơn một ngàn dặm về phía nam-đông nam Hawaii vào ngày 25. các Trung tâm bão quốc gia theo dõi sự xáo trộn cho một ngày hoặc lâu hơn trước khi nó di chuyển vào lưu vực Trung Thái Bình Dương. Trung tâm bão Trung tâm Thái Bình Dương theo dõi sự xáo trộn từ thời điểm đó cho đến ngày 29 tháng 9, khi hệ thống được tổ chức thành bão nhiệt đới Walaka. Walaka dần dần tăng cường, trở thành một cơn bão vào ngày 1 tháng 10. Walaka sau đó bắt đầu tăng cường nhanh chóng, đạt cường độ cấp 5 vào đầu ngày 2 tháng 10. Một chu kỳ thay thế kính mắt gây ra một số cơn suy yếu, mặc dù nó vẫn là một cơn bão mạnh cho ngày hôm sau hoặc vì thế. Sau đó, các điều kiện ít thuận lợi hơn đã gây ra sự suy yếu ổn định của cơn bão, và Walaka trở thành ngoại lai vào ngày 6 tháng 10, ở phía bắc của quần đảo Hawaii.
Mặc dù cơn bão không ảnh hưởng đến bất kỳ vùng đất lớn nào, nhưng nó đã đi rất gần với đảo san hô Johnston hoang sơ như một cơn bão cấp 4, nơi có một cảnh báo bão trước cơn bão. Bốn nhà khoa học ở đó có ý định đi ra khỏi cơn đảo dop bão mạnh, nhưng sau đó đã được sơ tán trước khi cơn đến. Walaka sau đó gần xa đến quần đảo phía tây bắc Hawaii, nhưng hệ thông suy yếu đáng kể. East Island ở French Frigate Shoals bị một đòn đánh trực tiếp của bão và bị phá hủy hoàn toàn.

## Tác động

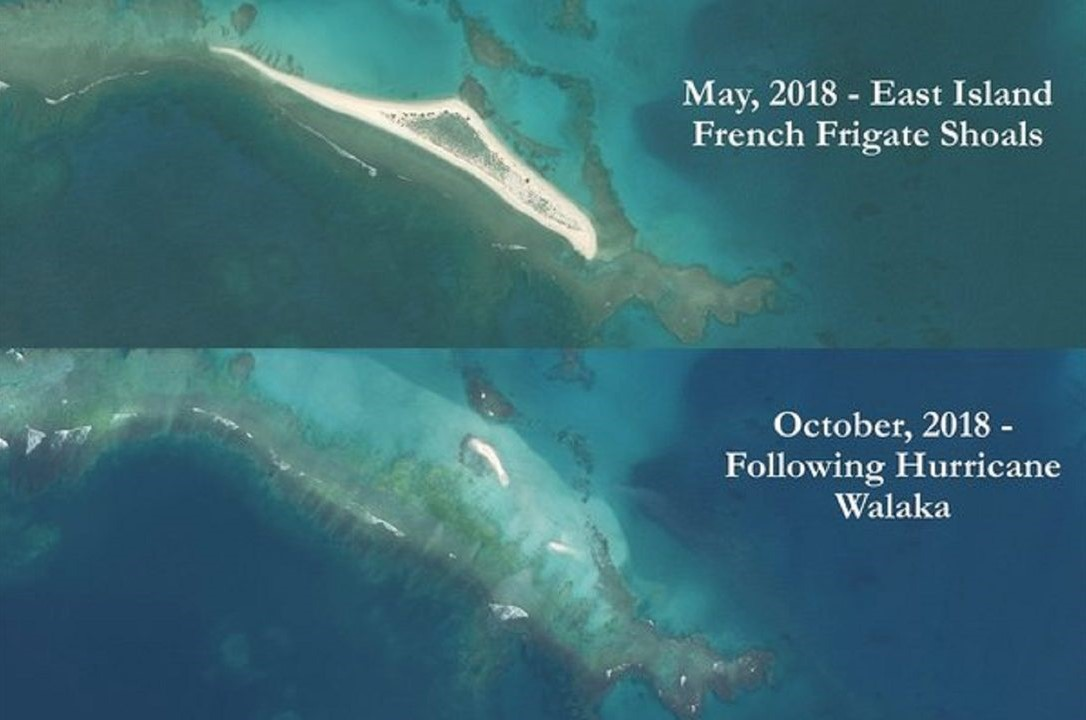
Tác động đáng kể của Walaka đến Hawaii.

## Lịch sử khí tượng

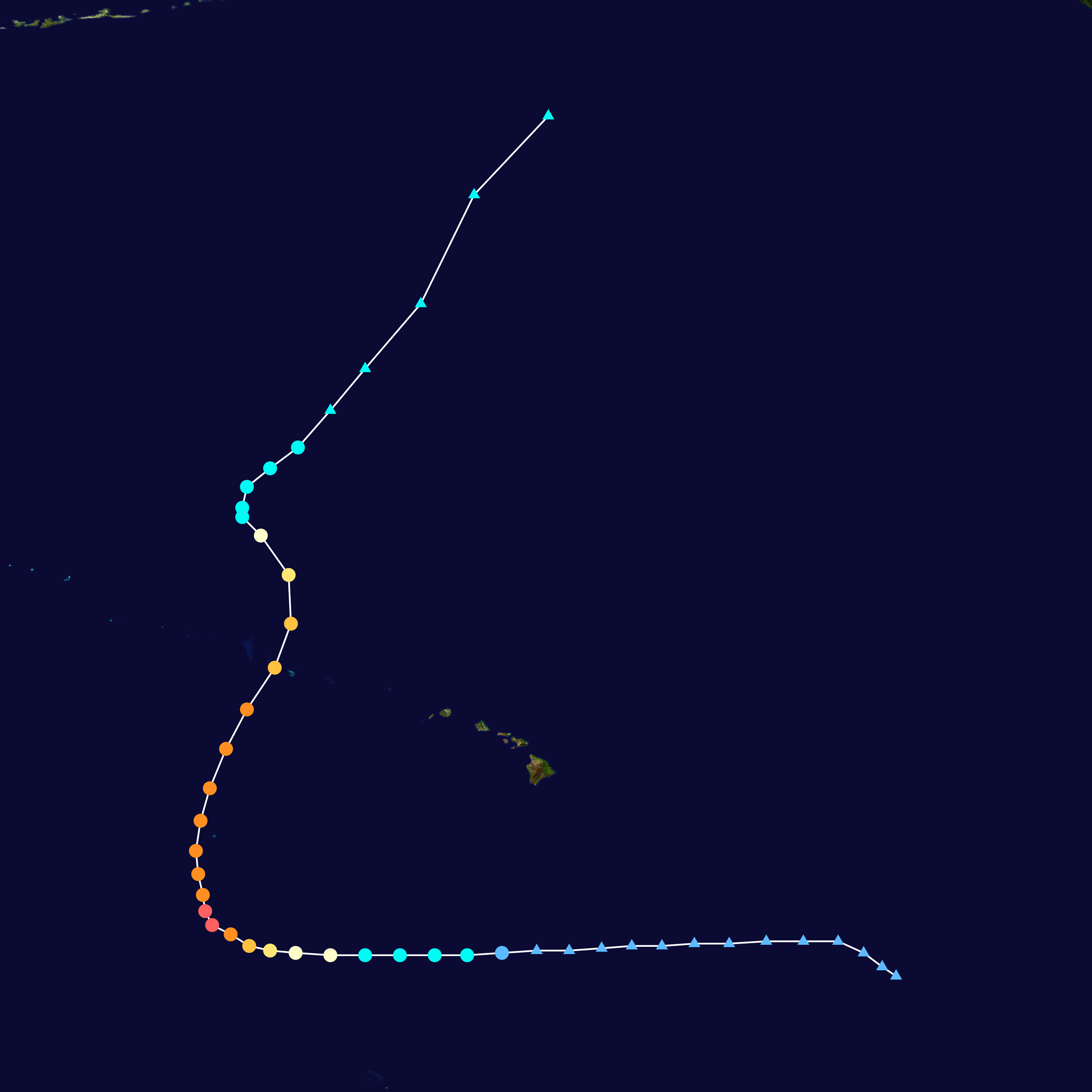
Bản đồ đường đi bão Walaka

Walaka có nguồn gốc từ một đáy áp lực thấp mà Trung tâm Bão Quốc gia (NHC) dự báo đầu tiên vào ngày 22 tháng 9. NHC dự báo một vùng áp suất thấp hình thành ở phía tây bắc của Đông Thái Bình Dương trong vòng vài ngày. Đầu vào ngày 25, một máng của áp thấp hình thành khoảng 1.600 dặm (2.575 km) về phía nam-đông nam của Hilo, Hawaii.  NHC tiếp tục theo dõi sự xáo trộn trong một ngày khác cho đến khi nó di chuyển vào khu vực trách nhiệm của Trung tâm Bão Trung tâm (CPHC) vào ngày 26 tháng 9 lúc 12:00 giờ UTC.  CPHC đã theo dõi sự xáo trộn trong vài ngày nữa cho đến khi hệ thống được tổ chức thành cơn bão nhiệt đới Walaka vào ngày 29 tháng 9 lúc 21:00 UTC.  Điều kiện môi trường, bao gồm cắt gió thấp, nhiệt độ bề mặt biển cao và độ ẩm phong phú được hỗ trợ ổn định - có lẽ thậm chí nhanh chóng - tăng cường thành một cơn bão mạnh.
Trong mười hai giờ tiếp theo, hệ thống cho thấy ít thay đổi về cường độ trước khi nhanh chóng tăng cường thành một cơn bão nhiệt đới mạnh, khi một u ám dày đặc trung tâm mạnh đã được thiết lập. Trong 12 giờ tiếp theo, Walaka dần dần tăng cường, trở thành một cơn bão lúc 03:00 UTC vào ngày 1. Sự bùng nổ bùng nổ sau đó xảy ra sau đó là một con mắt nhỏ, được xác định rõ ràng được hình thành, với Walaka đạt đến trạng thái bão lớn vào sáng sớm hôm đó. Tăng cường nhanh chóng lên đến đỉnh điểm lúc 00:00 UTC vào ngày 2 tháng 10, khi cơn bão đạt đỉnh là cơn bão cấp 5, với gió dài 1 phút 160 mph (260 km/h) và áp suất trung tâm 920 mbar (27,17 inHg).  Điều này làm cho Walaka trở thành cơn bão dữ dội thứ hai ở miền Trung Thái Bình Dương do áp lực (sau cơn bão Ioke năm 2006), và cơn bão cấp 5 thứ hai được ghi lại trong cùng năm đó - Lane là cơn bão cường độ khác. Không liên quan đến Walaka, Bão Kong-Rey đã phát triển và tăng cường thành một cơn bão siêu hạng tương đương loại 5 cùng thời điểm Walaka đạt đến cường độ đỉnh cao, đánh dấu lần đầu tiên kể từ năm 2005 khi hai cơn bão nhiệt đới loại 5 tồn tại đồng thời ở Bắc bán cầu.
Ngay sau đó, Walaka bắt đầu trải qua một chu kỳ thay thế mắt, sau đó gây ra suy yếu và mắt trở nên ít được xác định. Cho đến ngày hôm sau, Walaka vẫn là một cơn bão mạnh khi nó quay về phía bắc do áp lực cao về phía đông bắc của nó. Tuy nhiên, khi cơn bão di chuyển vào một môi trường ít thuận lợi hơn vào ngày 4 tháng 10, Walaka bắt đầu mất đi cường độ của nó một lần nữa.  Cuối ngày hôm đó, Walaka đã rơi xuống dưới tình trạng bão lớn khi nó đi về phía bắc, cách xa quần đảo Tây Bắc Hawaii. [14] Vào thời điểm này, nó đã được lưu ý rằng trung tâm lưu thông cấp thấp của Walaka đã được tiếp xúc ở góc phần tư phía tây nam do cắt gió mạnh. Sự suy yếu tăng tốc vào ngày hôm sau khi hầu như tất cả các đối lưu sâu sắc đều bị biến mất, và Walaka đã suy yếu thành một cơn bão nhiệt đới vào ngày 4 tháng 10.  Lúc 09:00 UTC vào ngày hôm sau, nó được ghi nhận rằng Walaka đã bắt đầu chuyển sang một hệ thống phi nhiệt đới khi nó tiếp tục về phía bắc, dưới ảnh hưởng của dòng chảy sâu phía tây nam.Lúc 15:00 UTC vào ngày 6, Walaka chuyển thành một cơn bão phi nhiệt đớ cáchi 1.085 dặm (1.740 km) về phía bắc-tây bắc của Honolulu, Hawaii. Sau đó, tàn dư hậu nhiệt đới của Walaka nhanh chóng suy yếu trong khi tăng tốc về phía đông bắc, đến Vịnh Alaska vào ngày 8 tháng 10. Vào ngày 9 tháng 10, tàn dư của Walaka bị hấp thụ bởi một hệ thống phía trước khác trên British Columbia.